# 邵坤
邵坤（1463年—？），字文博，號訥菴，浙江紹興府餘姚縣人，竈籍，明朝政治人物。

## 生平
弘治二年（1489年）己酉科浙江鄉試第三十一名舉人。弘治九年（1496年）中式丙辰科會試第二百五名，三甲第十四名進士。官江西新淦县知县。

## 家族
曾祖邵仲魯；祖父邵偉；父邵有信，前母楊氏；母嚴氏。慈侍下。從兄邵蕃、邵蕡。